# Батюшковское сельское поселение
Батюшковское сельское поселение — муниципальное образование в составе Тёмкинского района Смоленской области России.
Административный центр — деревня Бекрино.

## Географические данные
- Расположение: северная часть Тёмкинского района
- Граничит:
  - на востоке — с Долматовским сельским поселением
  - на юго-востоке — с Васильевским сельским поселением
  - на юге — с Павловским сельским поселением
  - на юго-западе — с Селенским сельским поселением
  - на западе — с Аносовским сельским поселением
  - на севере — с Гагаринским районом
- По территории поселения проходит автомобильная дорога Гагарин — Тёмкино.
- Крупная река: Воря.

## История
Образовано законом от 1 декабря 2004 года.
Законом Смоленской области от 28 июня 2017 года в Батюшковское сельское поселение были включены все населённые пункты двух упразднённых сельских поселений: Васильевского и Долматовского.

## Население
| 2007 | 2011  | 2012  | 2013 | 2014 | 2015 | 2016 |
| ---- | ----- | ----- | ---- | ---- | ---- | ---- |
| 433  | ↘408  | ↘398  | ↘379 | ↘372 | ↘369 | ↘366 |
| 2017 | 2018  | 2019  | 2020 | 2021 |      |      |
| ↗369 | ↗1044 | ↘1023 | ↘990 | ↘691 |      |      |

## Населённые пункты
На территории сельского поселения находятся 37 населённых пунктов:
| №  | Населённый пункт | Тип     | Население |
| -- | ---------------- | ------- | --------- |
| 1  | Басманово        | деревня | 43        |
| 2  | Батюшково        | деревня | 22        |
| 3  | Бекрино          | деревня | 194       |
| 4  | Большое Полушино | деревня | 0         |
| 5  | Васильевское     | деревня | 190       |
| 6  | Вырье            | деревня | 9         |
| 7  | Горки            | деревня | 239       |
| 8  | Долматово        | деревня | 8         |
| 9  | Дубенск          | деревня | 52        |
| 10 | Жилино           | деревня | 37        |
| 11 | Занино           | деревня | 6         |
| 12 | Курьяново        | деревня | 10        |
| 13 | Ломы             | деревня | 0         |
| 14 | Мереновка        | деревня | 0         |
| 15 | Мызино           | деревня | 2         |
| 16 | Паново           | деревня | 14        |
| 17 | Пашино           | деревня | 9         |
| 18 | Подселье         | деревня | 7         |
| 19 | Подсосонье       | деревня | 2         |
| 20 | Раповка          | деревня | 5         |
| 21 | Рязаново         | деревня | 43        |
| 22 | Семёновская      | деревня | 7         |
| 23 | Сидорово         | деревня | 0         |
| 24 | Силинки          | деревня | 11        |
| 25 | Скугорево        | деревня | 29        |
| 26 | Станино          | деревня | 38        |
| 27 | Теплихово        | деревня | 15        |
| 28 | Тупичено         | деревня | 9         |
| 29 | Фатейково        | деревня | 7         |
| 30 | Химино           | деревня | 25        |
| 31 | Холм             | деревня | 2         |
| 32 | Холмино          | деревня | 14        |
| 33 | Чаль             | деревня | 15        |
| 34 | Чесалки          | деревня | 21        |
| 35 | Шатеша           | деревня | 51        |
| 36 | Юрино            | деревня | 2         |
| 37 | Юртово           | деревня | 9         |

Упразднённые
- деревни Бродки, Бокари

## Местное самоуправление
Главой поселения и Главой администрации является Петров Сергей Александрович.